# Academia Lilla
La Academia Lilla (en sueco: Lilla Akademien) es una escuela, fundada en 1994, que está especialmente enfocada en el desarrollo de talento musical en los niños, que se encuentra en Estocolmo, la capital del país europeo de Suecia. La directora artística y fundadora de la escuela es Nina Balabina, violinista rusa y que también es profesora de violín en la escuela. Lilla Akademien, mejor traducido como "La Academia Junior", es una escuela única especializada en música clásica. Ubicada en un edificio histórico en el distrito de Norrmalm de Estocolmo,  fue fundada en 1994 por un grupo de profesores de música bajo la dirección de Nina Balabina. En sus primeros años, proporcionó enseñanza instrumental para los niños pequeños al final de la jornada escolar, pero desde 1998 se ofrece la matrícula a tiempo completo en la música y regular la escolarización de niños de 6 años en adelante.